# Epipremnum carolinense
Epipremnum carolinense Volkens – gatunek wieloletnich, wiecznie zielonych pnączy z rodziny obrazkowatych, pochodzących z Wysp Karolińskich, zasiedlających lasy wiecznie zielone.